# Чунгул
«Чунгул» або «Чунгул 3D» (рос. Чунгул) — український містичний фільм-трилер, знятий Олександром і В'ячеславом Альошечкіними. Фільм розповідає про хлопця Дениса, який через несправність автомобіля опиняється у спустошеному селі Чунгулі.
Прем'єра стрічки в Україні відбулася 27 жовтня 2016.

## У ролях
- Богдан Юсипчук — Денис
- Анна Гуляєва — Олеся
- Віктор Демерташ — Микола Сорока
- Володимир Мунтян — Володимир
- Георгій Поволоцький — Жора
- Микола Олійник — сільський дільничний
- Ніна Набока — Михайлівна

## Виробництво

### Кошторис
Кошторис стрічки склав 220 тисяч доларів. Основним інвестором виступив засновник однієї з найбільших релігійних сектантських організацій України — «Духовного центру „Відродження“» — Володимир Мунтян.

### Зйомки
Зйомки фільму розпочалися 16 червня 2016 року та закінчилися 17 липня 2016 року. Фільмування відбувалося під Києвом, на околиці села Погреби Васильківського району Київської області.
Автори обіцяли, що фільм буде зніматися українською в оригіналі, але в кінцевому варіанті зняли фільм російською, а українською передублювали у пост-продакшені з залученням професійних акторів дубляжу.

## Сприйняття

### Касові збори
Стрічка вийшла в український широкий прокат на 51 екрані 27 жовтня 2016 року й зібрала за перші вихідні 79,5 тисяч гривень. На наступний вікенд стрічка вибула з першої десятки українського бокс-офісу.

### Відгуки кінокритиків
Кінокритик інтернет-видання «Детектор медіа» Андрій Кокотюха негативно оцінив фільм через нерозкриття персонажів, невідповідність заявленому жанру (трилер / горор) і нелогічність оповіді. «„Чунгул“ … навіть програє попередній роботі братів Альошечкіних — фільму „Синевир“» — зауважив Кокотюха.